# 帕斯科阿爾山國家公園

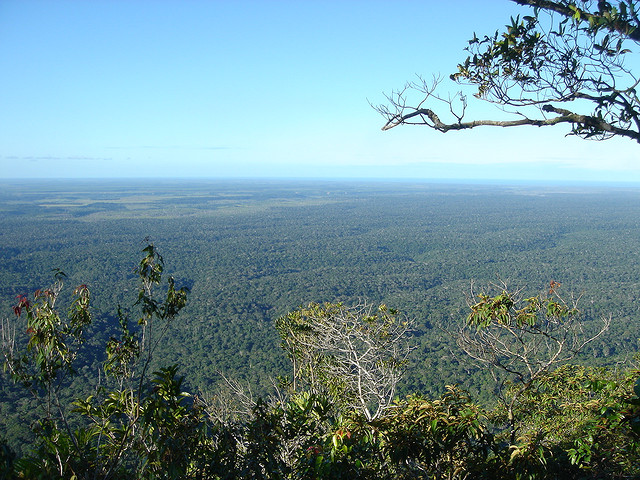

16°52′37″S 39°15′11″W / 16.877°S 39.253°W
帕斯科阿爾山國家公園（葡萄牙語：Parque Nacional e Histórico do Monte Pascoal），是巴西的國家公園，位於該國東北部巴伊亞州，成立於1961年11月29日，佔地22.3萬公頃，覆蓋塞古魯港地區，每年平均降雨量1,500至1,700毫米。